# Kotumachagi, Gadag
Kotumachagi là một làng thuộc tehsil Gadag, huyện Gadag, bang Karnataka, Ấn Độ.